# 선저우 6호

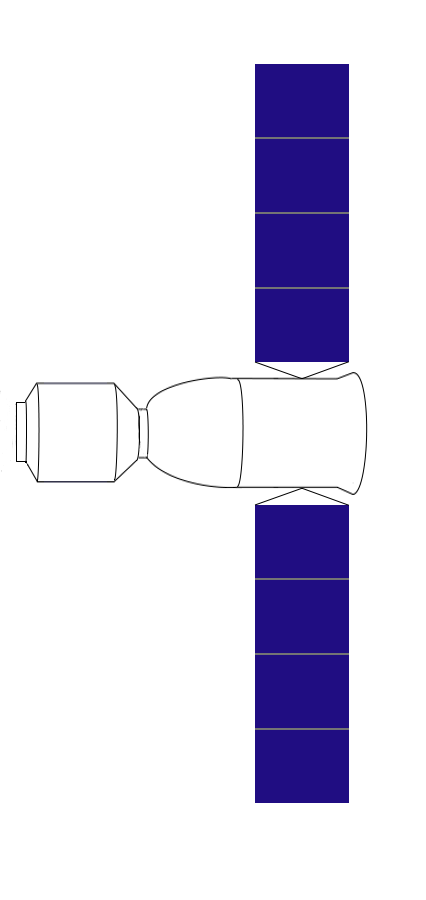

선저우 6호(神舟六号)는 중화인민공화국의 두 번째 유인 우주선이고, 2005년 10월 12일 주취안 위성발사센터에서 창정 2F 로켓에 실려 발사되었다. 승무원을 태운 선저우 우주선은 약 115시간 32분 동안 지구를 77바퀴 돈 뒤 2005년 10월 17일 오전 4시 32분(중국 표준시)에 내몽골 자치구 쓰쯔왕 치(四子王旗) 훙거얼 쑤무(紅格爾蘇木)의 아무구랑 초원(阿木古郞草原)에 착륙하였다.

## 승무원
- 페이 쥔롱(費俊龍), 선장
- 녜 하이성(聶海勝), 조종사

## 같이 보기
- 톈궁 계획
- 주취안 위성발사센터
- 창정 2F